# Moio della Civitella
Moio della Civitella là một đô thị (comune) thuộc tỉnh Salerno trong vùng Campania của Ý. Moio della Civitella có diện tích km2, dân số là người (thời điểm ngày).